# Francesco Lodi
Francesco 'Ciccio' Lodi (Napels, 23 maart 1984) is een Italiaans voetballer die bij voorkeur als middenvelder speelt.

## Clubcarrière
Lodi komt uit de jeugdopleiding van Empoli. dat verhuurde hem in januari 2004 aan Vicenza. In juli 2006 werd hij voor twee seizoenen uitgeleend aan Frosinone. Daar speelde hij 82 competitiewedstrijden, waarin hij 31 keer tot scoren kwam. Op 28 augustus 2009 verhuurde Empoli Lodi aan Udinese.
Lodi verhuisde in juli 2010 definitief van Empoli naar Frosinone. Dat verkocht hem in januari 2011 voor €1.000.000,- aan Catania, waar hij een basiskracht werd. Lodi speelde er in 2,5 seizoen bijna honderd competitiewedstrijden.
Daarop haalde Genoa CFC Lodi naar de club. Zijn verblijf daar duurde een half seizoen, waarna hij op huurbasis terugkeerde bij Catania. Dat kreeg en gebruikte daarbij een optie tot koop. Catania degradeerde in 2014 alleen naar de Serie B. Het verhuurde Lodi in augustus 2014 aan Parma, op dat moment actief in de Serie A. Parma kreeg tevens een optie tot koop. Parma ging dat jaar niettemin failliet. Nadat Lodi in juli 2015 transfervrij werd, tekende hij in september een contract tot medio 2016 bij Udinese, met een optie op nog een seizoen.